# Joc d'assassins
Joc d'assassins (originalment en anglès, Copshop) és una pel·lícula de thriller d'acció estatunidenca del 2021 dirigida per Joe Carnahan i escrita per Kurt McLeod i el mateix Carnahan, basada en una història de McLeod i Mark Williams. La pel·lícula és protagonitzada per Gerard Butler, Frank Grillo i Alexis Louder, i està ambientada en una comissaria de policia d'una petita ciutat que es converteix en el camp de batalla entre un sicari, una policia novella i un estafador.
Es va estrenar al Regne Unit el 10 de setembre de 2021 i als Estats Units, el 17 de setembre. Va rebre crítiques generalment positives.
El 18 d'agost de 2022 es va incorporar al catàleg d'Amazon Prime Video amb doblatge i subtítols en català; va ser el sisè títol original o exclusiu de la plataforma doblat al català. El doblatge va ser produït per International Sound Studio i dirigit per Marta Ullod a partir de la traducció de Martí Mas i Fontcuberta. Compta amb les veus de Alfonso Vallés (Teddy Murretto), Isabel Valls (Valerie Young), Jordi Boixaderas (Bob Viddik), Albert Mieza (Anthony Lamb), Hernán Fernández (Peña) i Oriol Rafel (Ruby), entre d'altres.

## Repartiment
- Gerard Butler com a Bob Viddick, un sicari professional[11][12]
- Frank Grillo com a Teddy Murretto, un estafador
- Alexis Louder com a Valerie Young, una oficial de policia novella
- Toby Huss com a Anthony Lamb, un assassí psicòtic vinculat amb Murretto
- Chad L. Coleman com a Duane Mitchell, un sergent de policia
- Ryan O'Nan com a oficial Huber
- Jose Pablo Cantillo com a oficial Pena
- Kaiwi Lyman com a oficial Barnes
- Robert Walker-Branchaud com a oficial Kimball
- Tracey Bonner com a detectiu Deena Schier
- Christopher Michael Holley com a oficial Ruby
- Marshall Cook com a Brad
- Keith Jardine com a Trooper, un soldat estatal